# 예브게니야 히립스카야
예브게니야 히립스카야(러시아어: Евге́ния Хири́вская, 영어: Evgeniya Khirivskaya, 1981년 9월 3일 ~ )는 러시아의 배우이다.